# Torre del Rellotge (Puigcerdà)
Torre del Rellotge és una obra de Puigcerdà (Baixa Cerdanya) inclosa a l'Inventari del Patrimoni Arquitectònic de Catalunya.

## Descripció
Construcció de planta baixa i dos pisos, amb coberta a dues aigües. El pis superior o sota-coberta emfatitza la part alta de la façana a tall de frontó, el qual és, a més, remarcat amb fusta i ostenta unes ornamentacions florals a l'espai central. A sobre del frontó hi ha una torreta amb un rellotge esfèric emmarcat amb fusta ornamentada i coronat amb coberta de pissarra a quatre vessants. Les obertures són verticals, com era habitual a l'època. És interessant la tanca del jardí, que disposa d'un cos o glorieta amb obertures, i coberta a quatre aigües molt apuntada amb pissarra.

## Història
Es tracta d'una de les moltes edificacions residencials construïdes a finals de segle xix i principis de segle XX a Puigcerdà, principalment a la zona del voltant de l'estany.
Aquesta urbanització fou promoguda pel farmacèutic Salvador Andru.